# Boxers de Bordeaux

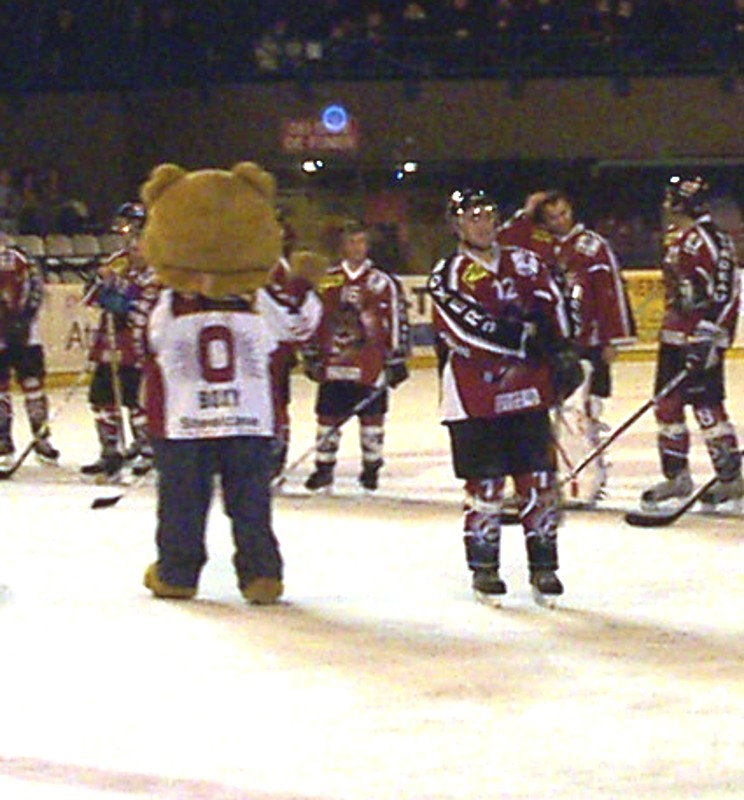
Hráči Boxers de Bordeaux s klubovým maskotem Boxym

Boxers de Bordeaux je francouzský klub ledního hokeje, který sídlí ve městě Bordeaux. Jeho domácím stadiónem je Patinoire de Mériadeck v jihozápadní části města, který má kapacitu 3 200 míst. Týmové barvy jsou bílá, červená a černá, symbolem klubu je německý boxer. Hlavním trenérem je od roku 2016 Philippe Bozon.
V roce 1974 byl založen Bordeaux hockey club, známý také jako Dogues de Bordeaux nebo Aquitains de Bordeaux, který v roce 1996 postoupil do nejvyšší francouzské soutěže, ale činnost ukončil z finančních důvodů v roce 1998. Ve stejném roce vznikl nový klub Bordeaux Gironde hockey 2000, který o rok později začal hrát čtvrtou nejvyšší soutěž. Hned v první sezóně postoupil do třetí ligy, kde působil v letech 2000—2006, účastníkem druhé ligy byl v letech 2006—2015. Roku 2014 se klub zprofesionalizoval a přijal současný název. V roce 2015 vyhrál druhou ligu a postoupil do Ligue Magnus, kde se ve své první sezóně umístil na deváté příčce.